# George Munday
George Munday (Severy, 13 de junio de 1907-Miami, 17 de octubre de 1975), conocido mientras jugaba fútbol profesional como «Sunday» Munday, fue un jugador de fútbol americano estadounidense. Jugó fútbol americano universitario para el College of Emporia (1925-1928) y fútbol profesional para los Cleveland Indians (1931), New York Giants (1931-1932), Cincinnati Red (1933-1934), St. Louis Gunners (1934) y Brooklyn/Rochester Tigers (1936).

## Primeros años
Munday nació en Severy, Kansas, en 1907. Asistió a la escuela secundaria Eureka en Eureka, Kansas. Luego se matriculó en el College of Emporia en Emporia, Kansas, y jugó fútbol americano universitario en la posición de tackleador para los equipos de fútbol americano del College of Emporia Fighting Presbies de 1925 a 1928. Ayudó a llevar al equipo Emporia de 1928 a una temporada invicta en 1928 y fue descrito como «la piedra angular del muro delantero». También corrió en pista para Emporia, compitiendo en carreras de 220 y 440 yardas. Después de graduarse de Emporia, entrenó fútbol en Saffordville, Kansas.

## Fútbol profesional
Munday jugó fútbol profesional en 1931, apareciendo en un juego como guardia de los Cleveland Indians. Luego firmó con los New York Giants, jugando en la posición de tackle y apareciendo en dos juegos en la temporada de 1931 y tres juegos en 1932.
En julio de 1933, los Giants vendieron Munday a los recién formados Cincinnati Reds. Apareció en 17 juegos para Cincinnati, todos como titular, durante las temporadas de la NFL de 1933 y 1934. También apareció en dos juegos para los St. Louis Gunners en 1934. Después de estar alejado del fútbol profesional en 1935, Munday regresó al juego en 1936, jugando para los Brooklyn/Rochester Tigers de la American Football League.

## Últimos años
Más tarde, Munday operó Munday Ventilator Block Co. Murió en 1975 en Miami, Florida.